# Krąpsko Długie
Krąpsko Długie – jezioro w woj. wielkopolskim, w pow. złotowskim, w gminie Jastrowie, leżące na terenie Równiny Wałeckiej. Jezioro jest położone około 3 km na północ od Szwecji.
Według badań z 2003 i 2006 roku wody jeziora należą do II klasy czystości.
Jest to jezioro polodowcowe, rynnowe o typowym dla tych jezior wydłużonym kształcie i stromych brzegach porośniętych lasem.
Przez jezioro to przepływa rzeka Rurzyca, którą wiedzie Szlak wodny im. Jana Pawła II.
Rzeką tą jezioro to jest połączone z leżącym w górę rzeki jeziorem Krąpsko Małe oraz leżącym poniżej jeziorem Trzebieszki.

## Dane morfometryczne
Powierzchnia zwierciadła wody według różnych źródeł wynosi od 62,5 ha przez 73,55 ha do 73,9 ha.
Zwierciadło wody położone jest na wysokości 84,6 m n.p.m. lub 84,5 m n.p.m.. Średnia głębokość jeziora wynosi 7,6 m, natomiast głębokość maksymalna 15,1 m.

## Hydronimia
Według urzędowego spisu opracowanego przez Komisję Nazw Miejscowości i Obiektów Fizjograficznych (KNMiOF) nazwa tego jeziora to Krąpsko Długie.
W wielu publikacjach i na mapach topograficznych jezioro występuje pod tą właśnie nazwą. Na części map spotykana jest też nazwa jezioro Kramskie